# 트위즈티드
트위즈티드(Twiztid)는 디트로이트에서 결성된 미국의 힙합 듀오이다.